# Cmentarz baptystów w Zgierzu
Cmentarz baptystów w Zgierzu – cmentarz znajdujący się w Zgierzu przy ulicy Spacerowej.
Cmentarz został założony prawdopodobnie w końcu XIX wieku i zajmuje powierzchnię 1500 m². Przylega od strony wschodniej do cmentarza ewangelicko-augsburskiego przy ulicy Spacerowej. Nekropolia jest administrowana przez zbór Kościoła Chrześcijan Baptystów w Łodzi. Obecnie są na nim grzebani także katolicy i Świadkowie Jehowy.